# Žiarská kotlina
Žiarská kotlina je geomorfologický celek na středním Slovensku, který je součástí oblasti Slovenské středohoří. Na severu a severozápadě ji ohraničují Kremnické vrchy, na jihu Štiavnické vrchy a na západě Vtáčnik. Osou kotliny je řeka Hron. Nejnižší bod území leží v jižní části kotliny, v údolí Hronu (cca 200 m n. m.). V Žiarské kotlině se nacházejí dvě města – Žiar nad Hronom a Žarnovica a 14 obcí. Přítomnost Závodu SNP v Žiaru nad Hronom vytvářela vzhledem na stísněnost kotliny (cirkulace vzduchu) jednu z nejvíce znečištěných oblastí na Slovensku (plynné i pevné emise, prašnost), k čemuž značně přispívala i frekventovaná silniční doprava. V souvislosti s neúměrně znečištěným životním prostředím zanikla v kotlině obec Horné Opatovce. Stav životního prostředí se po modernizaci ZSNP upravil a do přírody se vracejí jej původní obyvatelé.